# Tambdogo
Tambdogo, également orthographié Tamdogo, est un village du département et la commune rurale de Pissila, situé dans la province du Sanmatenga et la région du Centre-Nord au Burkina Faso.

## Géographie

### Situation et environnement
Tambdogo se trouve à 10 km au sud-est de Pissila, le chef-lieu du département, ainsi qu'à environ 40 km au nord-est de Kaya, la capitale régionale.

### Démographie
- En 2003, le village comptait 2 382 habitants estimés[3].
- En 2006, le village comptait 2 254 habitants recensés[1].

## Économie
L'agro-pastoralisme est l'activité principale de Tambdogo qui possède également un important marché, pour le secteur, favorisant le commerce.

## Transports
Le village est situé à 10 km au sud-est de la route nationale 3, un axe important reliant à Tougouri à Kaya.

## Éducation et santé
Le centre de soins le plus proche de Tambdogo est le centre de santé et de promotion sociale (CSPS) de Pissila tandis que le centre hospitalier régional (CHR) se trouve à Kaya.
Le village possède une école primaire publique. En juillet 2018, le village remporte la loterie annuelle du conseil de l'Entente (un organisme communautaire coopératif regroupant certains pays de l'Afrique Occidentale) pour la construction d'un collège d'enseignement général (CEG) d'un coût de 61 millions de francs CFA (soit environ 93 000 euros). Le lycée départemental se trouve à Pissila.